# Дона
Вижте пояснителната страница за други значения на Дона.
Дона (на немски: Dohna) е град в Германия, разположен в окръг Саксонска Швейцария - Източен Ерцгебирге, провинция Саксония. Към 31 декември 2011 година населението на града е 6118 души.